# Susana González
Susana González (ur. 2 października 1973), meksykańska aktorka grająca w telenowelach.
W Polsce znana m.in. z telenowel: Maria Izabela (1997), Miłość i nienawiść (2002), Biały welon (2003), Zakazane uczucie (2011).

## Filmografia
- 2018–2019: Mi marido tiene familia (drugi sezon) jako Susana Córcega
- 2015–2016: Pasión y poder jako Julia Vallado de Gómez Luna
- 2012−2013: Prawdziwe uczucie (Amores verdaderos) jako Beatriz Solis
- 2011–2012: Zakazane uczucie (La que no podía amar) jako Cinthia Montero Báez
- 2010–2011: Para Volver a Amar jako Doménica
- 2009–2010: Los Exitosos Pérez jako Alexa Rinaldi
- 2007: Sexo y otros secretos jako Tania
- 2007: Sidła namiętności (Pasión) jako Camila Darien/Salamanca
- 2006: Heridas de amor jako Liliana López-Reyna
- 2005: El amor no tiene precio jako Maria Líz
- 2003: Biały welon (Velo de novia) jako Andrea Paz
- 2002: Miłość i nienawiść (Entre el amor y el odio) jako Ana Cristina
- 2001: Przyjaciółki i rywalki (Amigas y rivales) jako Angela
- 1999: Mujeres engañadas jako Ivette
- 1999: Amor gitano jako Zokka
- 1999: Rosalinda jako Luz Elena
- 1998: Paloma (Preciosa) jako Felina
- 1997: Maria Izabela (María Isabel) jako Elisa
- 1996: Zakazane uczucia (Sentimientos ajenos) jako Norma

## Nagrody

### Premios Bravo
| Rok  | Kategoria         | Telenowela     | Wynik   |
| ---- | ----------------- | -------------- | ------- |
| 2016 | Najlepsza aktorka | Pasión y poder | Wygrana |